# Charaxes horatianus
Charaxes horatianus är en fjärilsart som beskrevs av Stoneham 1936. Charaxes horatianus ingår i släktet Charaxes och familjen praktfjärilar. Inga underarter finns listade i Catalogue of Life.